# Libabőr (film)
A Libabőr (eredeti cím: Goosebumps) 2015-ben bemutatott amerikai vegyes technikájú film, amelynek a rendezője Rob Letterman, producerei Deborah Forte és Neal H. Moritz, a zeneszerzője Danny Elfman, az írói Darren Lemke, Scott Alexander és Larry Karaszewski. A film a Sony Pictures Animation, az LStar Capital, a Village Roadshow Pictures, az Original Film és a Scholastic Entertainment gyártásában készült, és a Columbia Pictures forgalmazásában jelent meg. Műfaját tekintve horrorvígjáték, és fantasyfilm.
Amerikában 2015. október 16-án mutatták be, Magyarországon 2015. október 29-én.

## Cselekmény
R.L. Stine író történeteinek különlegessége, hogy a könyvszereplői megjelennek a valóságban is. Egy szerencsétlen véletlen folytán vérszomjas teremtményei „életre kelnek”, és alkotójukra támadnak. Szerencsére R.L. Stine ismeri a lények gyenge pontjait, illetve a történeteit folytatni tudja (ezeket le kell írnia, csak akkor érvényesek), amire nagy szüksége van, ha életben akar maradni.

## Szereplők
| Szereplő | Színész             | Magyar hang         |
| --- | ------------------- | ------------------- |
| R.L. Stine | Jack Black          | Kálloy Molnár Péter |
| Zach Cooper | Dylan Minnette      | Jéger Zsombor       |
| Hannah Stine | Odeya Rush          | Andrusko Marcella   |
| Champ | Ryan Lee            | Baráth István       |
| Gale | Amy Ryan            | Bertalan Ágnes      |
| Lorraine | Jillian Bell        | Pokorny Lia         |
| Taylor | Halston Sage        | Tamási Nikolett     |
| Davidson | Steven Krueger      | Ducsai Ábel         |
| Garrison igazgató | Keith Arthur Bolden | Kardos Róbert       |
| Brooks rendőr | Amanda Lund         | Bartsch Kata        |
| Stevens | Timothy Simons      | Mészáros Máté       |
| Carr edző | Ken Marino          | Welker Gábor        |
| Dagi srác | Caleb Emery         | Gacsal Ádám         |
| A láthatatlan fiú | TBA                 | Berkes Bence        |
| További magyar hangok: |                     |                     |
| Angelus Hanna, Bach Kata, Bárány Virág, Berkes Boglárka, Bordás János, Borsányi Dániel, Czifra Krisztina, Faragó Fanni, Fehér Péter, Fellegi Lénárd, Galgóczy Gáspár, Hám Bertalan, Hay Anna, Horváth Szabolcs, Kapácsy Miklós, Skolnik Rudolf, Téglás Judit, Tóth Dorottya |                     |                     |